# Habilitation à diriger les recherches
Tại Pháp, Habilitation à diriger les recherches (tạm dịch sang tiếng Việt: (đủ) năng lực, tư cách để hướng dẫn (làm) nghiên cứu), viết tắt là HDR, là tên của một văn bằng quốc gia của giáo dục đại học Pháp. Bằng HDR (tiếng Pháp: Diplôme d'habilitation à diriger les recherches), được lập ra vào năm 1984 theo Luật Savary . Bằng HDR là tiêu chuẩn để được bổ nhiệm là giáo sư tại các trường đại học, điều hành một nhóm nghiên cứu, hướng dẫn hoặc làm phản biện cho luận án tiến sĩ.
Người xin cấp bằng HDR không yêu cầu phải có bằng tiến sĩ, nhưng yêu cầu có bằng cấp tương đương với bằng tiến sĩ. Vào năm bảo vệ luận án HDR của mình, ứng viên xin cấp bằng HDR phải ghi danh vào một trường đại học và vì vậy có tư cách của một sinh viên hoặc một học viên. Ứng viên phải lập một hồ sơ xin cấp bằng HDR bao gồm các công trình khoa học đã xuất bản hoặc công bố cũng như một luận án HDR mà trong đó trình bày rõ ràng các định hướng nghiên cứu trước đây cũng như trong tương lai. Một hội đồng khoa học được lập ra để thẩm định hồ sơ xin cấp bằng HDR. Nếu lận án HDR được cho phép bảo vệ, ứng viên sẽ phải trình bày và trả lời trước hội đồng khoa học về luận án của mình cũng như các vấn đề khoa học và học thuật khác có liên quan, giống như việc bảo vệ hoặc trình bày bất kỳ một công trình khoa học nào khác.
Bằng HDR không phải là một văn bằng với mục đích xác nhận kết quả của quá trình học tập ở bậc đại học và cao hơn. Theo định nghĩa của Nghị định ngày 23 tháng 11 năm 1988 (sửa đổi năm 1992, 1995 và 2002) của Chính phủ Pháp , bằng HDR cho phép một cá nhân được bổ nhiệm là giáo sư đại học, là sự xác nhận và công nhận trình độ khoa học ở bậc cao của cá nhân đó với các phương pháp tiếp cận độc đáo trong một lĩnh vực khoa học, với khả năng điều hành và giám sát một chiến lược nghiên cứu trong khoa học hay công nghệ đủ lớn và đầy đủ và với khả năng hướng dẫn các nhà nghiên cứu trẻ. Tuy nhiên, bằng HDR không phải là một tiêu chuẩn bắt buộc để trở thành một giáo sư đại học bằng thi tuyển ở các ngành Pháp luật, Khoa học chính trị, Kinh tế và Quản lý. Chính vì vậy, bằng HDR theo định nghĩa này do đó không được xem như một học vị tiến sĩ thứ hai ở cấp độ cao hơn, như trường hợp của học vị tiến sĩ nhà nước (doctortat d'Etat) được quy định trước đây khi so với học vị tiến sĩ hiện nay.
HDR là điều kiện cơ bản để làm hướng dẫn chính (tiếng Anh: advisor; tiếng Pháp: directeur de thèse) trong một luận án tiến sĩ. Tuy nhiên, bất kỳ một cá nhân có bằng tiến sĩ đều có thể tham gia đồng hướng dẫn hoặc hướng dẫn thực hiện nghiên cứu cho một luận án tiến sĩ.
Tại Việt Nam, trong cộng đồng khoa học và sinh viên, HDR được xem như tương đương với học vị tiến sĩ khoa học của Việt Nam (khái niệm hoàn toàn khác hẳn với khái niệm tiến sĩ khoa học khi được dịch từ các ngôn ngữ khác nhau sang tiếng Việt) mặc dù sự so sánh này có vẻ hơi "khập khiễng". 